# Çatalçam, Tufanbeyli
Çatalçam là một xã thuộc huyện Tufanbeyli, tỉnh Adana, Thổ Nhĩ Kỳ. Dân số thời điểm năm 2009 là 1.561 người.